# Aquarius Sulcus
L'Aquarius Sulcus è una struttura geologica della superficie di Ganimede.